# Lotononis adpressa
Lotononis adpressa é uma espécie vegetal da família Fabaceae.
Pode ser encontrada nos seguintes países: Lesoto e África do Sul.
Os seus habitats naturais são: campos de gramíneas de clima temperado.